# Тимофій (Щербацький)
Митрополит Тимофі́й (у світі Тихон Іванович Щербацький або Щербак; *1698 — †1767) — релігійний діяч, митрополит Київський і Галицький (1748—1757), учасник обрання 22 лютого 1750 року у Глухові гетьманом Лівобережної України Кирила Розумовського.

## Біографія
Родом із Трипілля на Київщині. По закінченні Київської Академії працював у адміністрації київського архієпископства за митрополитів Варлаама Ванатовича і Рафаїла Заборовського. Згодом був ігуменом Мгарського (1737—1740), Видубицького, Києво-Михайлівського та архімандритом Києво-Печерського монастирів.
3 1748 р. — митрополит київський. На цій посаді протягом 10 років через бюрократичні розпорядки мав конфлікти з різними установами.
Намагався підпорядкувати собі Київську Академію, на свій лад реорганізуючи її адміністрацію і систему навчання; запровадив новий порядок, за яким управа і професори Академії призначалися митрополитом, а не професорською корпорацією.
1752 року Щербацький впровадив статут з новою системою навчання і визначив дисципліни навчання.
Продовжив і завершив будівельні справи Рафаїла Заборовського: перебудову Софійської дзвіниці, добудову Будинку митрополита, при якому завів сади, створення іконостаса з розкішними царськими вратами. Було зведено величезний будинок чернечих келій, в якому пізніше розмістилася Бурса. Збагатив кафедральну ризницю начинням, прикрасив намісні ікони Софії срібними позолоченими окладами, переважно за власний кошт.
Бажаючи заснувати окрему друкарню Київської митрополії, увійшов у конфлікт з Печерською Лаврою.
1752 робив заходи, щоб підпорядкувати собі Переяславську єпархію, проти чого виступив Священний Синод.
Постійні конфлікти з ректором Київської Академії С. Ляскоронським, архімандритами Братського монастиря Н. Солониною і М. Стефановичем допровадили 1757 року до переходу Щербацького до Москви, де він був митрополитом (1757—1767), від 1764 іменувався митрополитом Московським та Калузьким.
Своєю конфліктною політикою Щербацький послабив Київську митрополію і цим сприяв дальшому включенню її в орбіту Російської Православної Церкви